# Robert Koldewey
Robert Johann Koldewey (Blankenburg am Harz, Alemania; 10 de septiembre de 1855-Berlín; 4 de febrero de 1925) fue un arqueólogo y arquitecto alemán, famoso por sus intervenciones arqueológicas a comienzos del siglo XX en los yacimientos de la antigua Babilonia, en el territorio del actual Irak. Participó en las excavaciones alemanas del periodo 1899-1917. Tras su muerte, se creó la Sociedad Koldewey para dejar constancia de sus servicios arquitectónicos.

## Antecedentes familiares
Sus padres fueron el funcionario de aduanas Hermann Koldeway y su esposa Doris. Un tío suyo, Carl Koldeway (1837-1908), fue explorador y Admiralitätsdirektor (Director del Ministerio de Marina) en Hamburgo.
Tras asistir a un gimnasio en Braunschweig, Koldewey se trasladó con su familia a Altona en 1869, donde asistió al Christianeum, obteniendo el abitur en 1875.
Koldewey fue un historiador arqueológico autodidacta del área clásica. Aunque estudió arquitectura e historia del arte en Berlín y Viena, abandonó ambas universidades sin un título superior. En 1882 fue contratado como participante en la excavación de la antigua Assus, en Turquía, donde Koldewey aprendió varios métodos de excavación y la mejor manera de dibujar restos antiguos.

## Arqueología
Francis H. Bacon (un estadounidense afiliado al Instituto Arqueológico de América) introdujo a Koldewey en la arqueología en la excavación de Assus en 1882-1883. Posteriormente, Koldewey realizó excavaciones para el Instituto Arqueológico Alemán en yacimientos helénicos como Lesbos (1885-1886) y mesopotámicos como Lagash (1887). En 1890-1891 y 1894 trabajó con Felix von Luschan en la excavación de una ciudad helénica en Sicilia.

## Excavación de Babilonia
Con el apoyo de la Deutsche Orient-Gesellschaft (Sociedad Oriental Alemana), Koldewey dirigió la excavación de Babilonia desde 1899 hasta 1914, utilizando técnicas arqueológicas comparativamente modernas. (El yacimiento había sido identificado un siglo antes por Claudius James Rich). Más de 200 personas trabajaron diariamente, durante todo el año, durante quince años.
Cuando el equipo desenterró la calle procesional central de Babilonia en 1899, el mundo moderno tuvo su primera visión del emplazamiento de esta antigua ciudad de la que tanto se había hablado. La expedición también halló los muros exteriores, los muros interiores y los cimientos de Etemenanki, un templo a veces identificado como la «Torre de Babel». También desenterró los palacios de Nabucodonosor.
Walter Andrae, participante en la expedición, creó más tarde maquetas de Babilonia para el Vorderasiatisches Museum (Museo de Oriente Próximo) de Berlín. Las excavaciones en la famosa ciudad de Babilonia se consideraron prestigiosas para Alemania y, en consecuencia, fueron bien patrocinadas y publicitadas.

## Jardines Colgantes de Babilonia
Los Jardines Colgantes de Babilonia eran una leyenda no confirmada hasta entonces sobre una hermosa montaña artificial llena de plantas y árboles verdes que, al parecer, construyó el rey Nabucodonosor (que gobernó entre 605 a. C. y 563 a. C.) para su añorada esposa, Amytis, que era hija del rey de los medos.
Mientras excavaba la Ciudadela Sur, Robert Koldewey descubrió un sótano con catorce grandes salas con techos de arcos de piedra. Los textos antiguos mostraban que sólo en dos lugares de la ciudad se había utilizado la piedra, el muro norte de la Ciudadela Norte y los Jardines Colgantes. El muro norte de la Ciudadela del Norte ya había sido encontrado. Esto hacía pensar que Koldewey había encontrado el sótano de los jardines.
Siguió explorando la zona y descubrió muchos de los elementos de los que hablaba el historiador griego Diodoro. Aunque Koldewey estaba convencido de haber encontrado los jardines, algunos arqueólogos modernos han puesto en duda su descubrimiento. Aunque la ubicación del lugar que Koldewey excavó era bien conocida y reconocida como el lugar donde se encontraba Babilonia, argumentan que el lugar de la excavación estaba demasiado lejos del río Éufrates para haber sido regado con la cantidad de agua necesaria para un jardín verde, y el antiguo historiador griego Estrabón afirmó que los Jardines Colgantes se encontraban justo al lado del río. El complejo de salas abovedadas que descubrió Koldewey era muy probablemente un almacén, ya que en las ruinas se encontraron posteriormente tablillas cuneiformes con listas de suministros y raciones.

## Legado

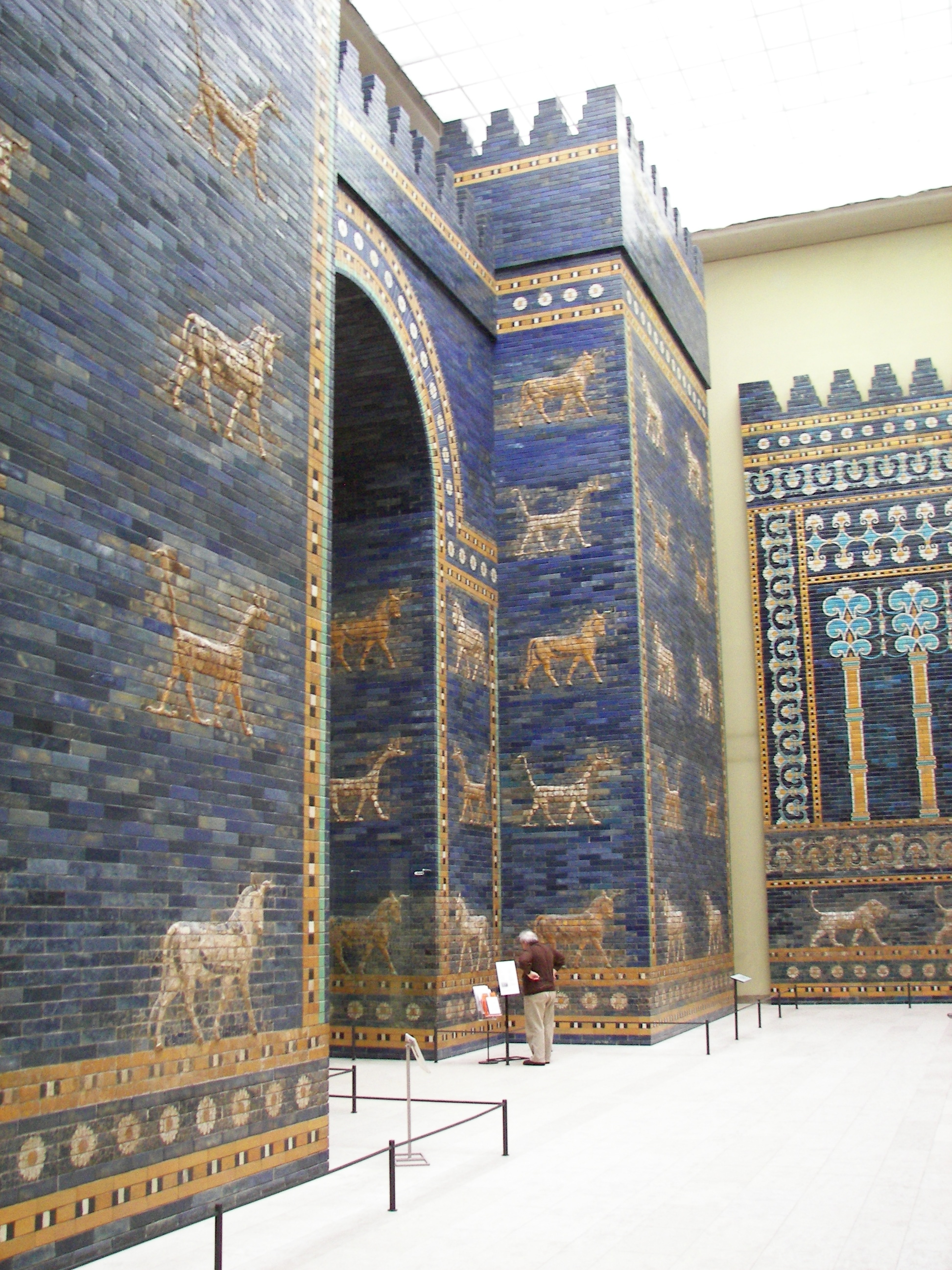
Puerta de Ishtar.

Algunos de sus trabajo arqueológicos más importantes incluyen el descubrimiento, en noviembre de 1900, del templo babilonio dedicado a Marduk y su consorte Serpanitu denominado Esagila bajo una gran masa de escombros que lo recubría, templo que no fue examinado hasta 1910. 
En 1902, Koldewey excavó Borsippa brevemente, delimitando el perímetro de su área sagrada. En 1913 dirigió las excavaciones que encontraron e identificaron la estructura del zigurat denominado Etemenanki, popularmente asociado a la Torre de Babel mencionada en el Génesis. También participó en el descubrimiento de la Puerta de Istar en las ruinas de Babilonia en 1902. Los Jardines Colgantes de Babilonia, una de las siete Maravillas del Mundo, también fueron descubiertos por Koldewey.
En 1914 escribió The excavations at Babylon sobre su experiencia en las excavaciones en la capital babilonia.
Fallecido en el año 1925, está enterrado en el cementerio del barrio berlinés de Lichterfelde en las inmediaciones de la plaza Thuner Platz.

## Obra
- Neandreia (1891),
- Los templos de Babilonia y de Borsippa según los resultados de las excavaciones (1911),
- Babilonia resucitada, resultado de las excavaciones alemanas (1914)
- La puerta de Ishtar en Babilonia (1918)